# Rîbnița
Rîbnița (Oekraïens: Рибниця, Rybnytsja; Russisch: Рыбница, Rybnitsa) is een stad in het noorden van de de facto onafhankelijke autonome regio Transnistrië binnen Moldavië. De stad ligt aan de Dnjestr tegenover het Moldavische arrondissement Rezina en is het bestuurlijk centrum van het arrondissement Rîbniţa. De bevolking bedroeg 53.648 inwoners bij de volkstelling van 2004. Hiervan bestond 45% uit Oekraïners, 25% uit Moldaviërs/Roemenen, 24% uit Russen en 6% uit andere etnische groepen. In de stad bevindt zich een grote staalfabriek, die voorziet in 40% tot 50% van het bnp van Transnistrië. Daarnaast bevinden zich er een suikerfabriek, brouwerij en een cementfabriek. De stad ligt aan een spoorlijn en heeft een haven aan de Dnjestr.
De stad staat onder verscherpte belangstelling van het IAEA vanwege hoge radioactiviteitscijfers. Vermoed wordt dat er materiaal is begraven dat besmet raakte bij de kernramp van Tsjernobyl.

## Geschiedenis
De plaats werd mogelijk in het begin van de 15e eeuw gesticht, daar uit die tijd de eerste overblijfselen stammen. De eerste documenten over de plaats stammen uit 1657, toen het onderdeel was van Podolië, dat toen onder de republiek Polen viel. Bij de Tweede Poolse Deling in 1793 werd de stad onderdeel van het Russische Rijk. Daarbinnen was het van 1797 tot 1917 onderdeel van de volost Molokisj van de oejezd Balt binnen het gouvernement Podolsk. Aan het einde van de 19e eeuw kreeg de plaats een spoorwegverbinding. In 1898 werd de suikerfabriek er gebouwd. In 1924 kreeg de plaats de status van nederzetting met stedelijk karakter binnen de Moldavische ASSR. Bij de Sovjetvolkstelling van 1926 woonden er 9.400 mensen, waarvan 38% bestond uit Joden, 33,8% uit Oekraïners en 16% uit Moldaviërs. In 1938 kreeg de plaats de status van stad. Toen de legers uit nazi-Duitsland naar het gebied kwamen, werden de daar woonachtige Joden gemarteld. In de stad bevindt zich sinds 2006 een gedenkteken voor de Joden van de stad die werden omgebracht tijdens deze oorlog. In de Sovjettijd na de oorlog werd de stad geïndustrialiseerd, waarop de bevolking snel steeg. Aan het einde van de Sovjet-Unie bereikte ze haar hoogtepunt, maar daalde daarna al snel als gevolg van emigratie en een sterfteoverschot.

## Demografie
| Ontwikkeling van het inwoneraantal | Ontwikkeling van het inwoneraantal | Ontwikkeling van het inwoneraantal | Ontwikkeling van het inwoneraantal | Ontwikkeling van het inwoneraantal | Ontwikkeling van het inwoneraantal | Ontwikkeling van het inwoneraantal | Ontwikkeling van het inwoneraantal |
| ---------------------------------- | ---------------------------------- | ---------------------------------- | ---------------------------------- | ---------------------------------- | ---------------------------------- | ---------------------------------- | ---------------------------------- |
| Jaar                               | 1926                               | 1975                               | 1989                               | 1991                               | 1996                               | 2004                               |                                    |
| Bevolking                          | 9.400                              | 39.900                             | 61.400                             | 62.900                             | 61.800                             | 53.648                             |                                    |